# Liste der Kulturdenkmale in Simonsberg
In der Liste der Kulturdenkmale in Simonsberg sind alle Kulturdenkmale der schleswig-holsteinischen Gemeinde Simonsberg (Kreis Nordfriesland) aufgelistet (Stand: 10. März 2025).

## Legende
In den Spalten befinden sich folgende Informationen:
- Objekt-ID: die Nummer des Kulturdenkmales
- Lage: die Adresse des Kulturdenkmales und die geographischen Koordinaten. Kartenansicht, um Koordinaten zu setzen. In der Kartenansicht sind Kulturdenkmale ohne Koordinaten mit einem roten Marker dargestellt und können in der Karte gesetzt werden. Kulturdenkmale ohne Bild sind mit einem blauen Marker gekennzeichnet, Kulturdenkmale mit Bild mit einem grünen Marker.
- Offizielle Bezeichnung: Bezeichnung des Kulturdenkmales
- Beschreibung: die Beschreibung des Kulturdenkmales
- Bild: ein Bild des Kulturdenkmales

## Sachgesamtheiten
| Objekt-ID      | Lage                                        | Offizielle Bezeichnung | Beschreibung | Bild |
| -------------- | ------------------------------------------- | ---------------------- | --- | ---- |
| 40650 Wikidata | Dorfstraße 31b (54° 26′ 5″ N, 8° 58′ 22″ O) | Kirche Simonsberg      | Aktualisierung vorgesehen - Begründung: geschichtlich, künstlerisch, städtebaulich, Kulturlandschaft prägend - Schutzumfang: Kirche mit Ausstattung, Kirchhof, Grabmale bis 1870 | BW   |

## Bauliche Anlagen
| Objekt-ID     | Lage                                        | Offizielle Bezeichnung | Beschreibung | Bild            |
| ------------- | ------------------------------------------- | ---------------------- | --- | --------------- |
| 4352          | Dorfstraße 15 (54° 25′ 57″ N, 8° 58′ 53″ O) | Bauernhaus             | Bauernhaus; 1819; langgestreckter, traufständiger Backsteinbau unter reetgedecktem Schopfwalmdach, westlicher Wohnteil mit Segmentbogenfenstern, östlicher Stallteil mit gusseisernen Rundbogenfenstern, Ladeluken, Zugänge an der Südseite - Begründung: geschichtlich, Kulturlandschaft prägend - Schutzumfang: gesamtes Objekt - Denkmaltyp: Bauliche Anlage | BW              |
| 4340 Wikidata | Dorfstraße 31b (54° 26′ 5″ N, 8° 58′ 22″ O) | Kirche mit Ausstattung | Alteintragung (Aktualisierung vorgesehen) - Begründung: geschichtlich, künstlerisch, städtebaulich - Schutzumfang: gesamtes Objekt - Denkmaltyp: Bauliche Anlage, Sachgesamtheit: Kirche Simonsberg | Fotos hochladen |
| 4341 Wikidata | Dorfstraße 33 (54° 26′ 7″ N, 8° 58′ 23″ O)  | Kirchspielskrug        | Alteintragung (Aktualisierung vorgesehen) - Begründung: Alteintragung (Aktualisierung vorgesehen) - Schutzumfang: Alteintragung (Aktualisierung vorgesehen) - Denkmaltyp: Bauliche Anlage | Fotos hochladen |
| 4342          | Querweg 2 (54° 26′ 26″ N, 8° 59′ 26″ O)     | Haubarg                | Haubarg; 1865; rechteckiger Backsteinbau unter hohem, reetgedecktem Walmdach, Vörhus nach Süden mit mittigem breiten Backengiebel, Wirtschaftsteil nach Norden mit Lootor unter Rundgiebel - Begründung: geschichtlich, Kulturlandschaft prägend - Schutzumfang: gesamtes Objekt - Denkmaltyp: Bauliche Anlage                                                  | BW              |

## Gründenkmale
| Objekt-ID      | Lage                                        | Offizielle Bezeichnung | Beschreibung | Bild |
| -------------- | ------------------------------------------- | ---------------------- | --- | ---- |
| 19538 Wikidata | Dorfstraße 31b (54° 26′ 6″ N, 8° 58′ 21″ O) | Kirchhof               | Alteintragung (Aktualisierung vorgesehen) - Begründung: geschichtlich, Kulturlandschaft prägend - Schutzumfang: Kirchhof, Grabmale bis 1870 - Denkmaltyp: Gründenkmal, Sachgesamtheit: Kirche Simonsberg | BW   |

## Quelle
- Liste der Kulturdenkmale in Schleswig-Holstein – Kreis Nordfriesland (PDF)

- Karte mit allen Koordinaten:
- OSM |
- WikiMap